# 白薯茛
白薯茛（学名：Dioscorea hispida）又名大苦薯、白薯榔、白薯莨，是薯蓣科薯蓣属的植物。分布于印度至马来西亚以及中国大陆的西藏、广东、广西、云南、福建等地，生长于海拔500米至1,500米的地区，常生长在沟谷边灌丛中林边，目前尚未由人工引种栽培。

## 别名
榜薯（海南），野葛薯（广西），山薯（福建）。